# Mugain
Mugain, figlia di Eochaid Feidlech e sorella di Medb, è la moglie di Conchobar mac Nessa, re dell'Ulster, nel Ciclo dell'Ulster della mitologia irlandese. 
La sua relazione con Áed, poeta di Conchobar, portò Lóegaire Búadach alla morte.